# Татарский переулок (Екатеринбург)
Татарский переу́лок — переулок в Ленинском административном районе Екатеринбурга.

## Происхождение названия
Переулок назван по наименованию национальности татары.

## Расположение и благоустройство
Переулок пролегает с северо-востока на юго-запад между улицами Волгоградская и Тельмана. Протяжённость переулка составляет около 250 метров. Ширина проезжей части — около 3 м. В пятистах метрах находится мечеть «Маулид».
На улице расположено 23 частных дома. Нумерация домов начинается от улицы Тельмана.

## Транспорт
Движение наземного общественного транспорта по улице не осуществляется. Поблизости находятся остановки общественного транспорта «Волгоградская» и «Хасановская».
В 2 километрах находится станция метро «Чкаловская».